# Bundesautobahn 834
Pour les articles homonymes, voir A834.
La Bundesautobahn 834 était le projet d'une Bundesautobahn dans le Land de Bade-Wurtemberg.

## Histoire
Le projet date des années 1970. L'A 834 devait relier la Bundesautobahn 831 près de Stuttgart-Vaihingen à la Bundesautobahn 8 près de Stuttgart-Möhringen. En guise de travaux préliminaires, un carrefour en forme d'échangeur autoroutier avec une sortie à gauche est construit à proximité de l'université. Ce carrefour est désormais indiqué comme l'échangeur de Johannesgraben.
L'autoroute n'a jamais été construite ; aujourd'hui, la route nord-sud longe le tracé.